# Луис Фелипе (футболист, 2008)
Луис Фелипе Пачеко да Коста (порт.-браз. Luis Felipe Pacheco da Costa); более известный, как Луис Фелипе (порт.-браз. Luis Felipe; род. 2 февраля 2008, Лажеаду, Риу-Гранди-ду-Сул) — бразильский футболист, полузащитник клуба «Палмейрас».

## Клубная карьера
Фелипе — воспитанник клуба «Палмейрас».

## Международная карьера
В 2025 году Фелипе в составе юношеской сборной Бразилии принял участие в молодёжном чемпионате Южной Америки в Колумбии. На турнире он сыграл в матчах против команд Боливии, Венесуэлы, Эквадора и Чили.

## Достижения
Международные
 Бразилия (до 17)
- Победитель юношеского чемпионата Южной Америки — 2025